# The Luckiest Guy in the World
The Luckiest Guy in the World ist ein US-amerikanischer Kurzfilm aus dem Jahr 1947. Er wurde von Jerry Bresler unter der Regie von Joseph M. Newman in der Filmreihe Crime Does Not Pay in Schwarzweiß produziert. Die US-Premiere fand am 25. Januar 1947 statt.

## Handlung
Der Film thematisiert illegales Glücksspiel. Charles Verne ist ein Glücksspieler mit großen Schulden bei seinem Buchmacher. Für seine Sucht veruntreut er Gelder auf der Arbeit.

## Hintergrund
Der Film wurde in der Reihe Crime Does Not Pay produziert. Die Serie stellte verschiedene Verbrechen oder Vergehen, ihre Aufklärung und die anschließende Bestrafung der Täter dar. Metro-Goldwyn-Mayer produzierte zwischen 1935 und 1947 etwa 50 Folgen. Die Produktion der Serie war eine Folge der massiven Kritik verschiedener Gruppen an den Gewalt und Kriminalität verherrlichenden Hollywoodfilmen der 1920er und 1930er Jahre. The Luckiest Guy in the World war der letzte Film in dieser Reihe.

## Auszeichnungen
The Luckiest Guy in the World wurde 1947 für einen Oscar in der Kategorie Bester Kurzfilm (2 Filmrollen) nominiert.